# Barnes City
Barnes City är en ort i Mahaska County, och Poweshiek County, i Iowa. Vid 2010 års folkräkning hade Barnes City 176 invånare.